# Aeschynomene rubrofarinacea
Aeschynomene rubrofarinacea är en ärtväxtart som först beskrevs av Paul Hermann Wilhelm Taubert, och fick sitt nu gällande namn av Frank White. Aeschynomene rubrofarinacea ingår i släktet Aeschynomene och familjen ärtväxter. Inga underarter finns listade i Catalogue of Life.